# Rallye Monte-Carlo 1984
Le Rallye Monte-Carlo 1984 (52e Rallye Monte-Carlo), disputé du 22 au 28 janvier 1984, est la cent-vingt-quatrième manche du championnat du monde des rallyes (WRC) courue depuis 1973, et la première manche du championnat du monde des rallyes 1984.

## Contexte avant la course

### Le championnat du monde

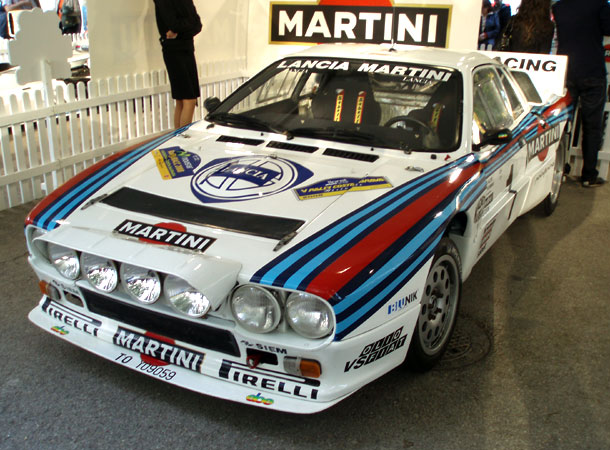
La Lancia Rally 037, championne du monde 1983.

Ayant succédé en 1973 au championnat international des marques (en vigueur de 1970 à 1972), le championnat du monde des rallyes comprend généralement une douzaine manches, comprenant les plus célèbres épreuves routières internationales, telles le Rallye Monte-Carlo, le Safari ou le RAC Rally. Depuis 1979, le championnat des constructeurs a été doublé d'un championnat pilotes, ce dernier remplaçant l'éphémère Coupe des conducteurs, organisée à seulement deux reprises en 1977 et 1978. Le calendrier 1984 intègre douze manches pour l'attribution du titre de champion du monde des pilotes mais seulement dix sélectives pour le championnat des marques (le Rallye de Suède et le Rallye de Côte d'Ivoire en étant exclus). Les épreuves sont réservées aux catégories suivantes :
- Groupe N : voitures de grande production de série, ayant au minimum quatre places, fabriquées à au moins 5000 exemplaires en douze mois consécutifs ; modifications très limitées par rapport au modèle de série (bougies, amortisseurs).
- Groupe A : voitures de tourisme de grande production, fabriquées à au moins 5000 exemplaires en douze mois consécutifs, avec possibilité de modifications des pièces d'origine ; poids minimum fonction de la cylindrée.
- Groupe B : voitures de grand tourisme, fabriquées à au moins 200 exemplaires en douze mois consécutifs, avec possibilité de modifications des pièces d'origine (extension d'homologation portant sur 10% de la production)[2].

Bénéficiant d'une organisation exemplaire, la Scuderia Lancia a brillamment remporté le titre constructeurs 1983, la Lancia Rally 037 ayant à cinq reprises battu l'Audi Quattro championne du monde l'année précédente. C'est toutefois un pilote Audi, le Finlandais Hannu Mikkola, qui avec quatre victoires et trois secondes places a obtenu le titre pilotes, devant le champion sortant Walter Röhrl. Lancia et Audi seront de nouveau face à face pour la saison 1984, qui verra le retour de Peugeot, le constructeur français achevant la mise au point de sa révolutionnaire 205 Turbo 16 dont les débuts sont prévus au Tour de Corse.

### L'épreuve
C'est avec le « Monte-Carlo », créé en 1911 par Antony Noghès et René Léon, que le terme rallye fut pour la première fois utilisé en sport automobile. À l'origine, les participants de cette épreuve de régularité devaient rallier le casino de Monte-Carlo en partant d'une des douze villes européennes proposées, le but principal étant de compenser la baisse d'activité touristique de la principauté durant l'hiver. Rapidement réputée pour la difficulté de son parcours, le Rallye Monte-Carlo est très vite devenu une vitrine pour les grands constructeurs soucieux de promouvoir les qualités routières de leurs modèles. Si des épreuves chronométrées furent peu à peu ajoutées à partir des années 1950, ce n'est qu'en 1968 que les organisateurs adoptèrent le classement 'scratch', basé sur les résultats des épreuves chronométrées. S'étant imposé à quatre reprises, sur Lancia, entre 1972 et 1977, le champion italien Sandro Munari y détient le record de victoires.

## Le parcours
- départ : 22 janvier 1984 (choix entre huit villes de départ)
- arrivée : 27 janvier 1984 à Monaco
- remise des prix : 28 janvier 1984 à Monaco
- distance : de 3456 km à 3865 km (selon ville de départ), dont 652,6 km sur 26 épreuves spéciales (30 épreuves initialement prévues, pour un total de 753,2 km chronométrés)
- surface : asphalte (conditions hivernales)
- Parcours divisé en trois étapes : parcours de concentration, parcours commun et parcours final[5]

### Parcours de concentration

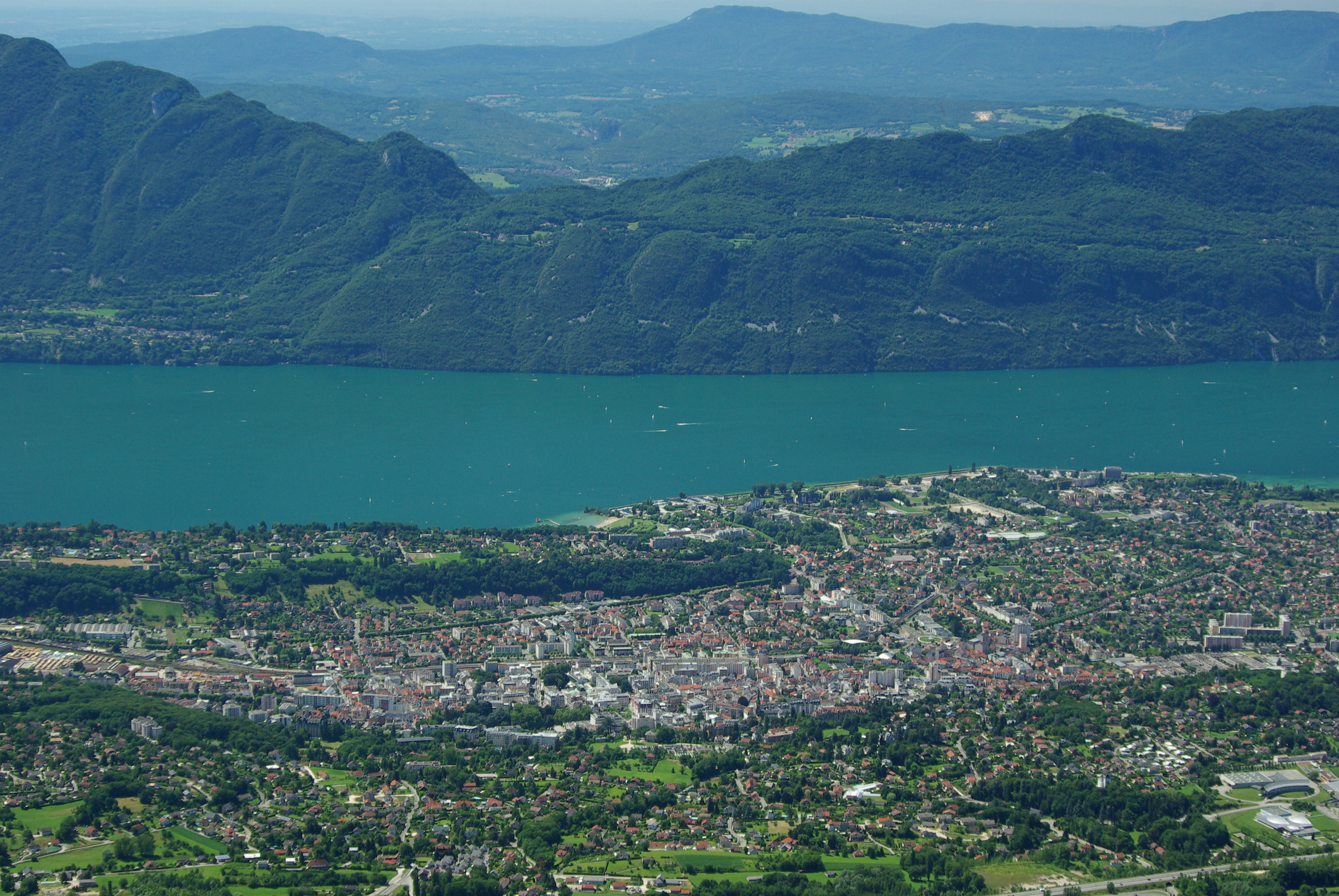
Aix-les-Bains, ville arrivée des huit parcours de concentration possibles.

- huit parcours possibles, de 1193 à 1471 km, du 22 au 23 janvier :

1. Itinéraire de Bad Homburg (1479 km) : Bad Homburg - Munich - Fribourg-en-Brisgau - Mulhouse - Belfort - Lure - Champagnole - Moirans-en-Montagne - Bourg-en-Bresse - Pont-d'Ain - Ruffieux - Aix-les-Bains
2. Itinéraire de Barcelone (1247 km) : Barcelone - Portbou - Millas - Quillan - Mirepoix - Albi - Rodez - Le Puy-en-Velay - Saint-Chamond - Vienne - Beaurepaire - Ruffieux - Aix-les-Bains
3. Itinéraire de Lausanne (1245 km) : Lausanne - Pontarlier - Lons-le-Saunier - Moirans-en-Montagne - Ambérieu-en-Bugey - Grenoble - Gap - Carpentras - Châteauneuf-du-Pape - Pont-Saint-Esprit - Aubenas - Le Puy-en-Velay - Saint-Chamond - Vienne - Beaurepaire - Ruffieux - Aix-les-Bains
4. Itinéraire de Londres (1232 km) : Londres - Douvres - Calais - Saint-Omer - Béthune - Arras - Péronne - Laon - Reims - Stenay - Verdun - Neufchâteau - Langres - Dijon - Lons-le-Saunier - Moirans-en-Montagne - Bourg-en-Bresse - Pont-d'Ain - Ruffieux - Aix-les-Bains
5. Itinéraire de Monte-Carlo (1070 km) : Monte-Carlo - Castellane - Digne - Savines-le-Lac - Carpentras - Châteauneuf-du-Pape - Pont-Saint-Esprit - Aubenas - Le Puy-en-Velay - Saint-Chamond - Vienne - Beaurepaire - Ruffieux - Aix-les-Bains
6. Itinéraire de Paris (1076 km) : Paris - Nanterre - Saint-Germain-en-Laye - L'Isle-Adam - Luzarches - La Ferté-Milon - Château-Thierry - Épernay - Reims - Stenay - Verdun - Neufchâteau - Langres - Dijon - Lons-le-Saunier - Moirans-en-Montagne - Bourg-en-Bresse - Pont-d'Ain - Ruffieux - Aix-les-Bains
7. Itinéraire de Raamsdonk (1182 km) : Raamsdonk - Solingen - Trèves - Thionville - Metz - Pont-à-Mousson - Toul - Langres - Dijon - Lons-le-Saunier - Moirans-en-Montagne - Bourg-en-Bresse - Pont-d'Ain - Ruffieux - Aix-les-Bains
8. Itinéraire de Sestrières (1186 km) : Sestrières - Turin - Monte-Carlo - Draguignan - Rians - Châteauneuf-du-Pape - Pont-Saint-Esprit - Aubenas - Le Puy-en-Velay - Saint-Chamond - Vienne - Beaurepaire - Ruffieux - Aix-les-Bains

### Parcours commun
- Aix-les-Bains - Grenoble - Saint-Vallier - Grospierres - Loriol - Laragne-Montéglin - Gap - Savines-le-Lac - Castellane - Monaco, 1680 km, du 23 au 25 janvier
- 16 épreuves spéciales, 437,8 km (20 épreuves initialement prévues, pour un total de 538,4 km)

### Parcours final
- Monaco - Peille - Sospel - Saint-Martin-Vésubie - Saint-Sauveur-sur-Tinée - Valberg - Puget-Théniers - Luceram - La Trinité - Monaco - Peille - Sospel - Saint-Martin-Vésubie - Saint-Sauveur-sur-Tinée - Valberg - Puget-Théniers - Luceram - La Trinité - Monaco, 706 km, du 26 au 27 janvier
- 10 épreuves spéciales, 214,8 km

## Les forces en présence
- Lancia

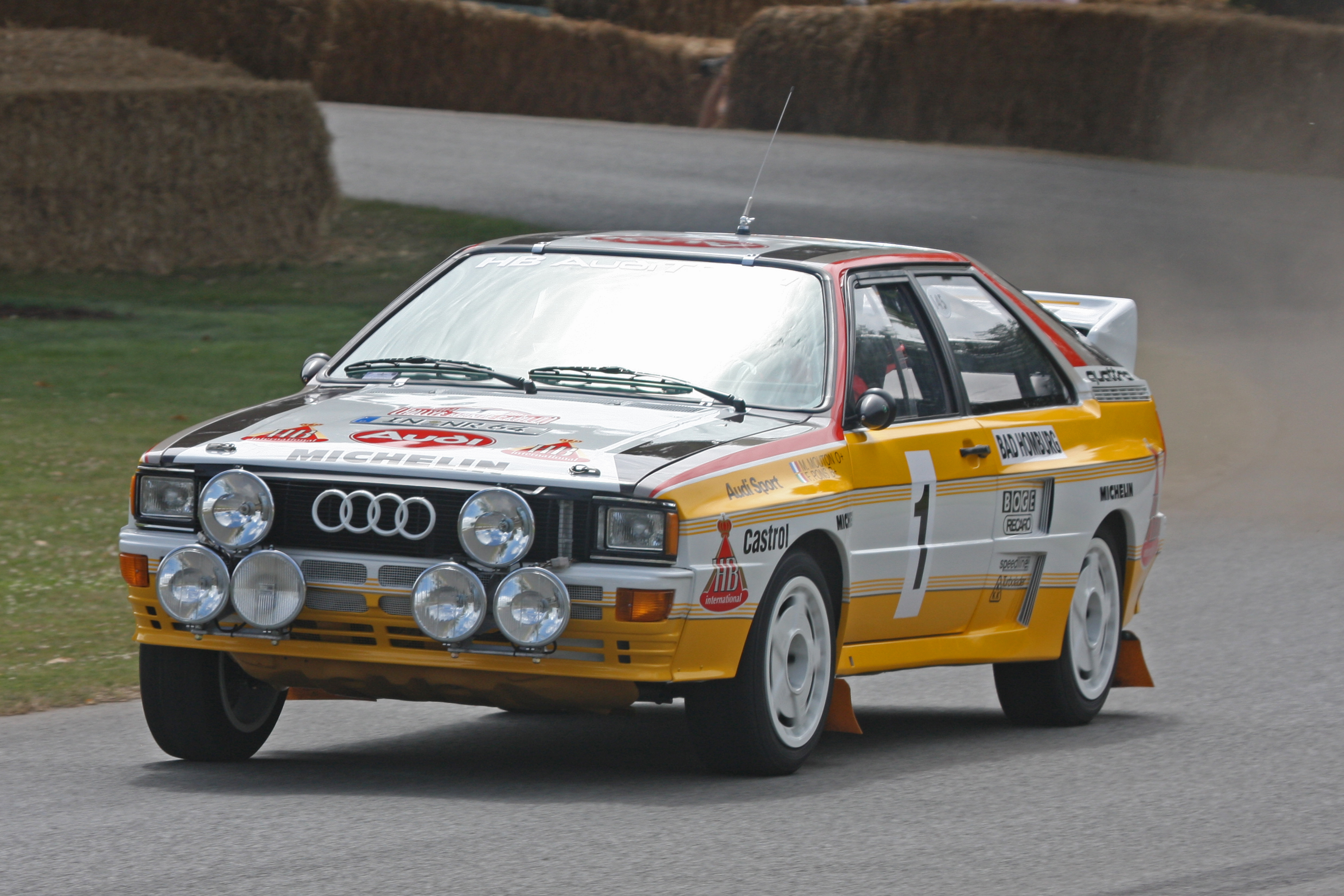
Désormais sponsorisées, les Audi Quattro adoptent une nouvelle livrée pour la saison 1984.

La marque championne du monde aligne officiellement trois Rally 037 groupe B pour Markku Alén, Jean-Claude Andruet et Attilio Bettega, préparées chez Abarth tout comme la 037 de Massimo Biasion, engagée par le Jolly Club. Ces berlinettes de 960 kg ont un moteur central arrière quatre cylindres de 2111 cm3 à injection mécanique Bosch Kugelfischer, suralimenté par un compresseur volumétrique Abarth. Avec une surpression de 0,75 bar, la puissance maximale est de 325 chevaux à 8000 tr/min. Elles sont équipées de pneus Pirelli.
- Audi

Audi Sport a engagé trois Quattro A2 groupe B pour Hannu Mikkola, Stig Blomqvist et Walter Röhrl. Dotés d'une transmission intégrale, ces coupés pèsent 1100 kg. Placé en position longitudinale avant, leur moteur cinq cylindres de 2121 cm3 est alimenté par un système d'injection électronique Bosch associé à un turbocompresseur KKK taré à 1,7 bars de pression absolue. Il développe plus de 350 chevaux à 7000 tr/min. Le constructeur d'Ingolstadt a également préparé une 80 Quattro groupe A (1150 kg, moteur atmosphérique cinq cylindres développant 190 chevaux, quatre roues motrices), voiture engagée par VAG France et confiée à Bernard Darniche. Ces quatre voitures officielles utilisent des pneus Michelin. La marque allemande est également représentée en groupe N, avec notamment les 80 Quattro privées de Pierre Bos et de Guy Chasseuil, qui utilisent des pneus Pirelli.
- Opel

La filiale allemande de General Motors ne participe pas officiellement à l'épreuve. Mais, outre l'engagement de nombreux pilotes privés au volant de coupés Kadett ou de berlines Ascona groupe A, on note la présence du pilote espagnol Salvador Servià sur une Manta 400 groupe B (995 kg, moteur quatre cylindres de 2420 cm3 alimenté par deux carburateurs Weber double corps, 285 chevaux, pneus Michelin), préparée chez Virgile Conrero.
- Nissan

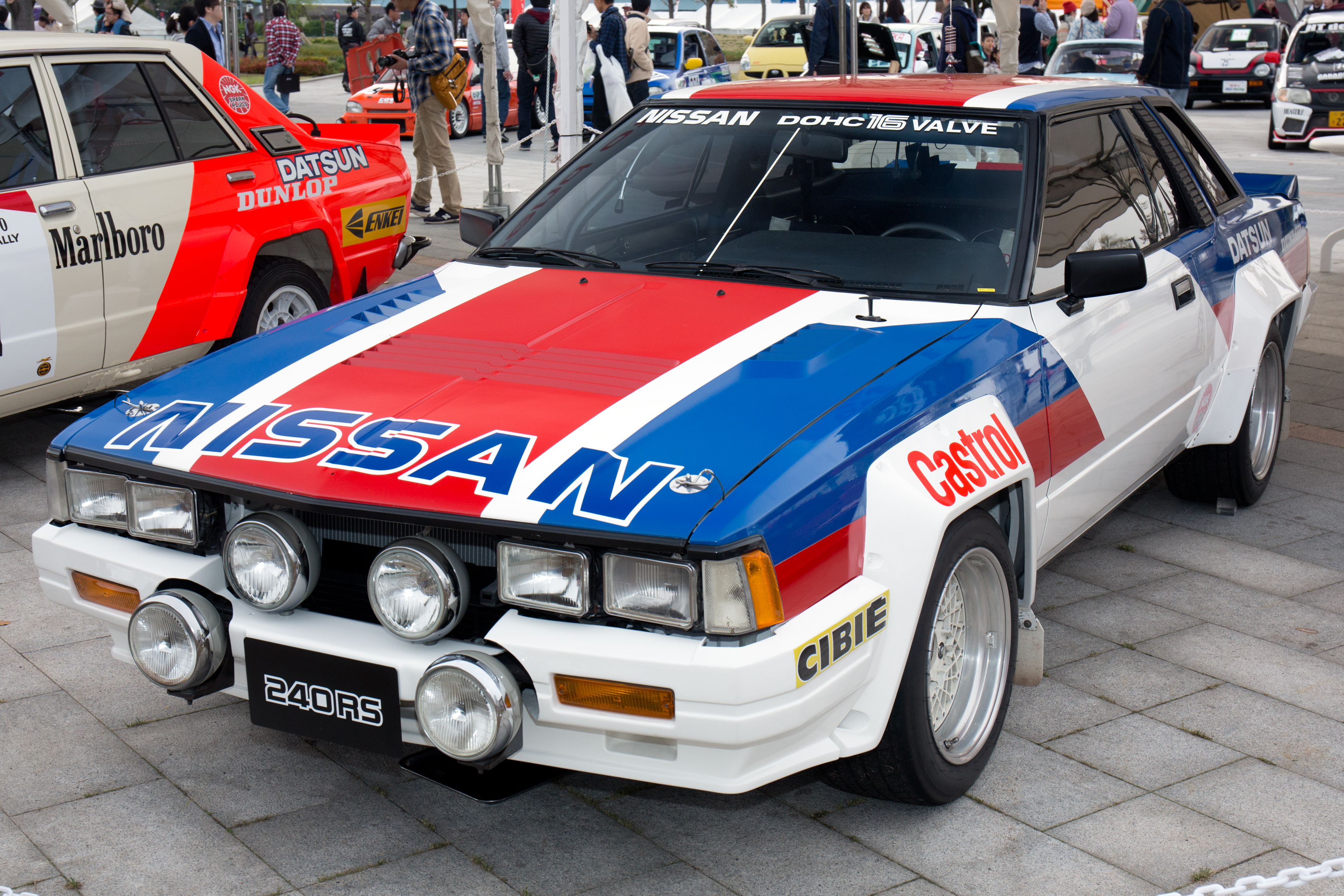
Deux Nissan 240RS groupe B seront au départ.

Le constructeur japonais a préparé deux 240RS groupe B, une engagée par l'usine pour Timo Salonen, la seconde étant aux mains du pilote privé Terry Kaby. Pesant une tonne, ces coupés à transmission classique sont motorisés par un quatre cylindres de 2340 cm3 alimenté par deux carburateurs double corps Solex délivrant 275 chevaux à 8000 tr/min. Ils sont chaussés de pneus Dunlop.
- Renault

Malgré l'absence de Renault Sport, la marque française est très largement représentée avec dix-huit 5 Turbo groupe B engagées par des écuries ou des pilotes privés, les plus en vue étant Jean-Luc Thérier, Bruno Saby, François Chatriot et Dany Snobeck. Pesant 960 kg, ces voitures ont un moteur quatre cylindres placé en position centrale arrière ; d'une cylindrée de 1397 cm3, il est alimenté par un système d'injection Bosch K-Jetronic avec turbocompresseur Garrett, d'une puissance de 300 chevaux à 7000 tr/min. Elles utilisent des pneus Michelin.
- Subaru

Deux coupés Leone groupe A ont été engagés pour Shekhar Mehta et Yoshio Takaoka, qui bénéficient de l'assistance de l'usine. Ils sont dotés d'un moteur quatre cylindres à plat de 1800 cm3, d'une puissance de 135 chevaux. Pourvus d'une transmission intégrale, ils pèsent 920 kg et sont chaussés de pneus Michelin.
- Volkswagen

Volkswagen Motorsport aligne une Golf GTI groupe A pour le Suédois Kalle Grundel. Cette traction de 880 kg est animée par un moteur quatre cylindres de 1781 cm3 alimenté par injection mécanique Bosch K-Jetronic, d'une puissance de 175 chevaux. Elle est équipée de pneus Pirelli.
- Citroën

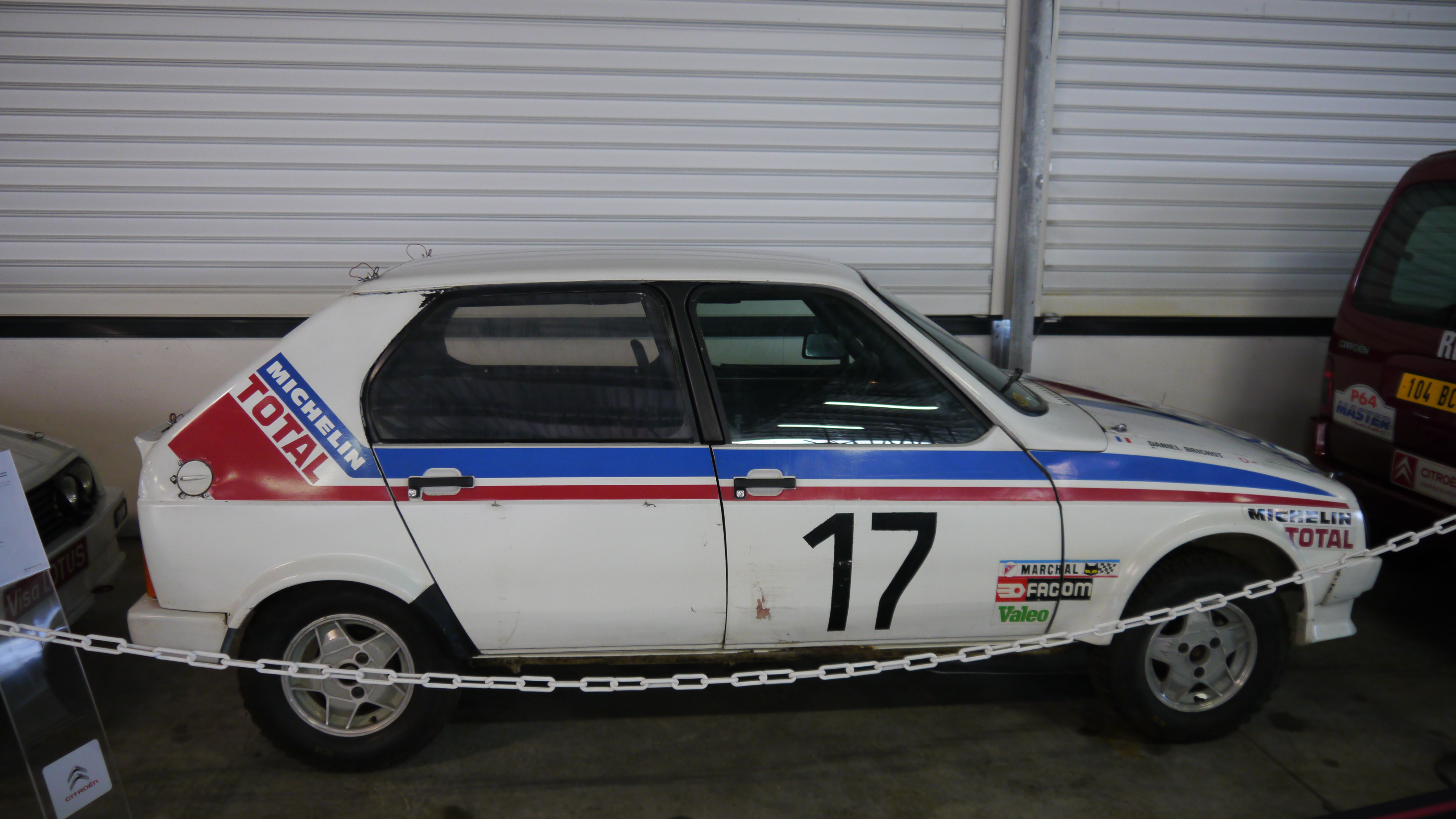
Une Citroën Visa Chrono groupe B.

Non engagée officiellement, la marque française est représentée par cinq pilotes privés, dont Christian Dorche, au volant de Visa Chrono groupe B (750 kg, moteur quatre cylindres de 1434 cm3 alimenté par deux carburateurs Weber double corps, 140 chevaux à 7200 tr/min). Ces voitures sont chaussées de pneus Michelin.
- Mazda

Le Mazda rallye Team Europe a préparé trois de ses nouvelles 323 groupe A pour Achim Warmbold (qui dirige l'équipe), Ingvar Carlsson et la Finlandaise Minna Sillankorva. Ces petites berlines sont motorisées par un quatre cylindres de 1490 cm3 suralimenté par un turbocompresseur IHI, développant 187 chevaux à 6200 tr/min. Les Mazda utiliseront des pneus Michelin ou, en cas de forte neige, des pneus finlandais Taki.
- Alfa Romeo

Alfa Romeo France a préparé deux coupés Alfetta GTV6 groupe A (moteur V6, 2492 cm3, 220 chevaux) pour Yves Loubet et Bertrand Balas, une Alfasud Sprint groupe A pour Alain Cudini et une berline Alfasud TI groupe A pour Pierre Pagani. Les Alfa Romeo sont chaussées de pneus Michelin.

## Déroulement de la course

### Parcours de concentration
Les deux cent-neuf équipages s'élancent d'une des huit villes de départ possibles le dimanche 22 janvier, pour rallier Aix-les-Bains le lendemain matin. Malgré la neige, le parcours ne présente pas de difficulté particulière, mais s'avère cependant critique pour Pierre-César Baroni : sa Ford Escort ayant accroché la voiture d'un spectateur à un contrôle horaire, le pilote français, un peu déconcentré, a pointé cinquante minutes trop tôt au contrôle suivant et écopé subséquemment une pénalité de cent minutes, compromettant ainsi toutes ses chances de victoire en groupe A. Terry Kaby a effectué une légère sortie de route et défoncé l'arrière de sa Nissan, sans être pénalisé. Presque tous les équipages parviennent à accomplir le parcours dans le temps imparti et seulement cinq abandons vont être enregistrés.

### Parcours commun

#### Aix-les-Bains - Grospierres

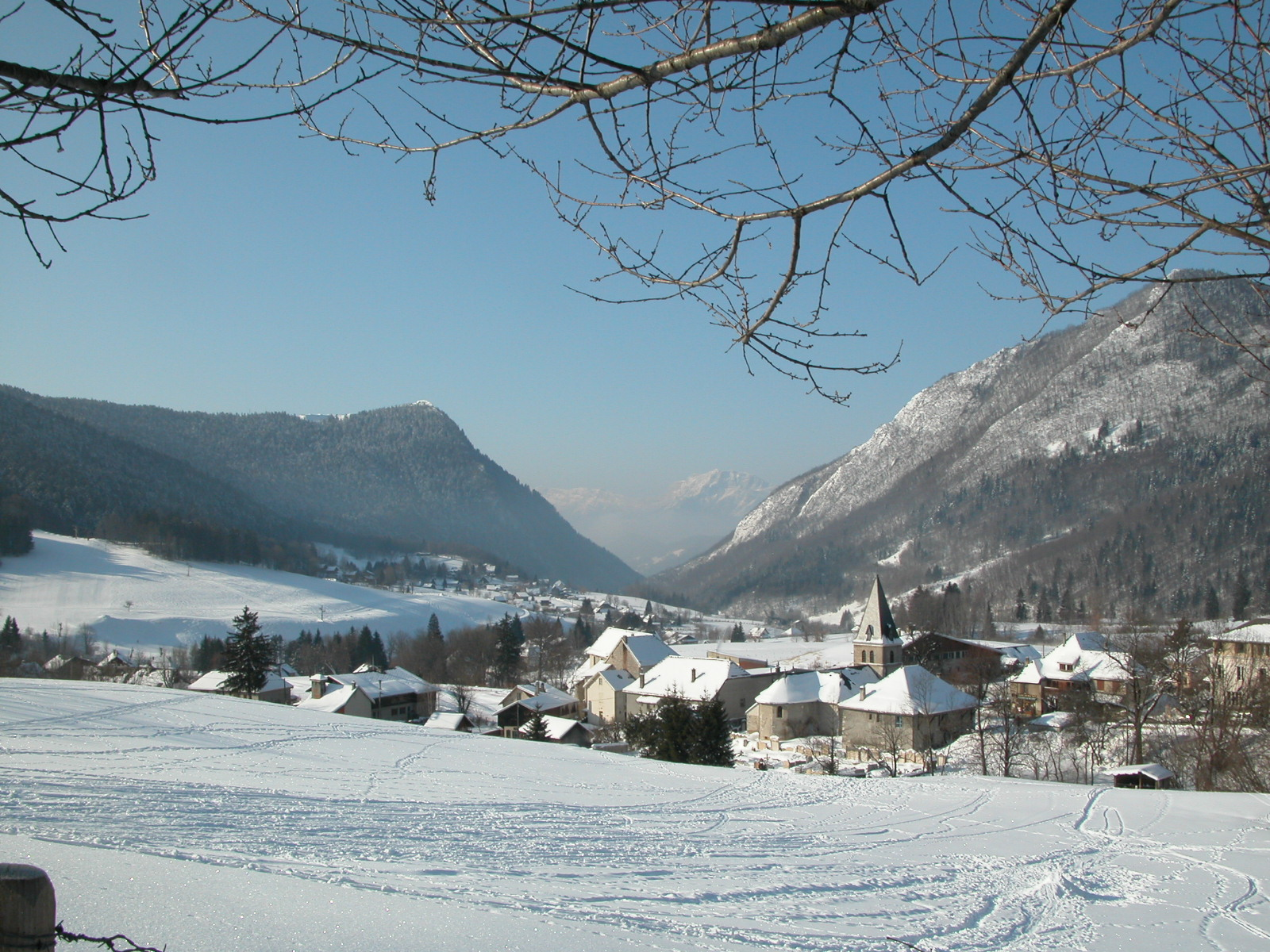
Au Sappey en Chartreuse, terme de la deuxième épreuve spéciale, Blomqvist a pris une belle avance sur ses rivaux.

Les concurrents s'élancent d'Aix-les-Bains le lundi soir, en direction de Grenoble. La neige tombe sur une bonne partie du trajet et, dès les premières épreuves chronométrées, la motricité des Audi Quattro fait la différence, Stig Blomqvist prenant le commandement du rallye devant ses coéquipiers Hannu Mikkola et Walter Röhrl. Le Suédois s'est montré particulièrement à l'aise dans la deuxième épreuve chronométrée, disputée dans le massif de la Chartreuse, où il a relégué tous ses rivaux à plus d'une minute. Derrière les trois Audi viennent les deux Renault de Bruno Saby et Jean-Luc Thérier (ce dernier ayant été retardé par une touchette), puis la Volkswagen de Kalle Grundel et l'Audi 80 de Bernard Darniche, qui se disputent la tête du groupe A. Les pneus des Scuderia Lancia se montrent peu efficaces dans la neige et les meilleurs pilotes de l'écurie italienne, Attilio Bettega et Markku Alén, ne pointent qu'aux huitième et neuvième rangs avec déjà plus de trois minutes et demie de retard sur l'équipage de tête.
Au départ de l'épreuve de Saint-Jean-en-Royans, la route est sèche, mais la deuxième partie du tronçon chronométré est enneigée. Les pilotes Lancia prennent le risque de s'élancer en pneus «Racing» et d'effectuer un changement pour les pneus neige à mi-parcours. L'opération réussit, Alén se montrant le plus rapide, mais l'accident mortel d'un spectateur mal placé, percuté par l'Audi de Guy Chasseuil, va entraîner l'annulation de la spéciale. Le plus rapide dans les secteurs de Saint-Bonnet-le-Froid et du Moulinon, Röhrl ravit la deuxième place à Mikkola et revient à seulement treize secondes de Blomqvist. Au petit matin, les trois Audi sont donc toujours largement en tête lorsqu'elles gagnent le parc fermé de Grospierres. Quatrième, Thérier compte plus de quatre minutes de retard, son coéquipier Saby, cinquième, étant à près de six minutes du leader. Alén et Bettega sont respectivement sixième et septième, ayant dépassé l'Audi de Darniche qui mène le groupe A, tandis que leur coéquipier Jean-Claude Andruet, sorti de la route dans le Moulinon, n'occupe que le dix-septième rang, avec plus de douze minutes de retard.
| Pos. | Pilote              | Copilote              | Voiture             | Groupe | Temps           | Écart         |
| ---- | ------------------- | --------------------- | ------------------- | ------ | --------------- | ------------- |
| 1    | Stig Blomqvist      | Björn Cederberg       | Audi Quattro A2     | B      | 1 h 34 min 30 s |               |
| 2    | Walter Röhrl        | Christian Geistdörfer | Audi Quattro A2     | B      | 1 h 34 min 43 s | + 13 s        |
| 3    | Hannu Mikkola       | Arne Hertz            | Audi Quattro A2     | B      | 1 h 35 min 57 s | + 1 min 27 s  |
| 4    | Jean-Luc Thérier    | Michel Vial           | Renault 5 Turbo     | B      | 1 h 38 min 48 s | + 4 min 18 s  |
| 5    | Bruno Saby          | Jean-Marc Andrié      | Renault 5 Turbo     | B      | 1 h 40 min 22 s | + 5 min 52 s  |
| 6    | Markku Alén         | Ilkka Kivimäki        | Lancia Rally 037    | B      | 1 h 41 min 04 s | + 6 min 34 s  |
| 7    | Attilio Bettega     | Maurizio Perissinot   | Lancia Rally 037    | B      | 1 h 42 min 13 s | + 7 min 43 s  |
| 8    | Bernard Darniche    | Alain Mahé            | Audi 80 Quattro     | A      | 1 h 42 min 39 s | + 8 min 09 s  |
| 9    | Kalle Grundel       | Peter Diekmann        | Volkswagen Golf GTI | A      | 1 h 43 min 41 s | + 9 min 11 s  |
| 10   | Massimo Biasion     | Tiziano Siviero       | Lancia Rally 037    | B      | 1 h 44 min 49 s | + 10 min 19 s |
| 11   | Dany Snobeck        | Denise Emmanuelli     | Renault 5 Turbo     | B      | 1 h 44 min 55 s | + 10 min 25 s |
| 12   | Ingvar Carlsson     | Ragnar Spjuth         | Mazda 323 Turbo     | A      | 1 h 45 min 41 s | + 11 min 11 s |
| 13   | François Chatriot   | Jean-Marc Andrié      | Renault 5 Turbo     | B      | 1 h 46 min 01 s | + 11 min 31 s |
| 14   | Salvador Servià     | Jorgi Sabater         | Opel Manta 400      | B      | 1 h 46 min 05 s | + 11 min 35 s |
| 15   | Timo Salonen        | Seppo Harjanne        | Nissan 240RS        | B      | 1 h 46 min 08 s | + 11 min 38 s |
| 16   | Achim Warmbold      | Matthias Feltz        | Mazda 323 Turbo     | A      | 1 h 46 min 27 s | + 11 min 57 s |
| 17   | Jean-Claude Andruet | Sergio Cresto         | Lancia Rally 037    | B      | 1 h 46 min 45 s | + 12 min 15 s |

#### Grospierres - Gap
Les concurrents repartent de Grospierres sous la neige, le mardi après-midi, après six heures de pause. Blomqvist et Röhrl se disputent la première place, le pilote allemand prenant brièvement l'avantage après l'épreuve de Burzet, le Suédois récupérant la tête dans la spéciale suivante, pour une poignée de secondes. Une sortie de route a coûté sept minutes à Alén, qui a perdu quelques places. Le rythme des deux premiers est très soutenu et leur coéquipier Mikkola perd régulièrement du terrain sur eux. Dans les Savoyons, dernier tronçon chronométré de la journée, une tempête de neige sévit. Massimo Biasion plante sa Lancia et perd quinze minutes, mais les conditions empirant, l'épreuve sera finalement annulée, permettant à l'espoir italien de conserver sa neuvième place derrière son coéquipier Alén. Blomqvist et Röhrl sont séparés d'une demi-minute lorsqu'ils rallient Gap, peu avant minuit. Troisième, Mikkola est à plus de quatre minutes. Premier adversaire des Audi, Thérier accuse un retard de plus de dix minutes. Il précède son coéquipier Saby tandis que Darniche, toujours en tête du groupe A, occupe la sixième place devant les quatre Lancia, menées par Bettega. Il ne reste plus que cent cinquante-et-un équipages en course.
| Pos. | Pilote              | Copilote              | Voiture             | Groupe | Temps           | Écart         |
| ---- | ------------------- | --------------------- | ------------------- | ------ | --------------- | ------------- |
| 1    | Stig Blomqvist      | Björn Cederberg       | Audi Quattro A2     | B      | 3 h 24 min 22 s |               |
| 2    | Walter Röhrl        | Christian Geistdörfer | Audi Quattro A2     | B      | 3 h 24 min 41 s | + 19 s        |
| 3    | Hannu Mikkola       | Arne Hertz            | Audi Quattro A2     | B      | 3 h 28 min 48 s | + 4 min 26 s  |
| 4    | Jean-Luc Thérier    | Michel Vial           | Renault 5 Turbo     | B      | 3 h 35 min 20 s | + 10 min 58 s |
| 5    | Bruno Saby          | Jean-Marc Andrié      | Renault 5 Turbo     | B      | 3 h 37 min 51 s | + 13 min 29 s |
| 6    | Bernard Darniche    | Alain Mahé            | Audi 80 Quattro     | A      | 3 h 41 min 04 s | + 16 min 42 s |
| 7    | Attilio Bettega     | Maurizio Perissinot   | Lancia Rally 037    | B      | 3 h 41 min 09 s | + 16 min 47 s |
| 8    | Markku Alén         | Ilkka Kivimäki        | Lancia Rally 037    | B      | 3 h 42 min 34 s | + 18 min 12 s |
| 9    | Massimo Biasion     | Tiziano Siviero       | Lancia Rally 037    | B      | 3 h 44 min 29 s | + 20 min 07 s |
| 10   | Jean-Claude Andruet | Sergio Cresto         | Lancia Rally 037    | B      | 3 h 44 min 55 s | + 20 min 33 s |
| 11   | Dany Snobeck        | Denise Emmanuelli     | Renault 5 Turbo     | B      | 3 h 47 min 18 s | + 22 min 56 s |
| 12   | Kalle Grundel       | Peter Diekmann        | Volkswagen Golf GTI | A      | 3 h 47 min 43 s | + 23 min 21 s |
| 13   | Salvador Servià     | Jorgi Sabater         | Opel Manta 400      | B      | 3 h 48 min 51 s | + 24 min 29 s |
| 14   | Achim Warmbold      | Matthias Feltz        | Mazda 323 Turbo     | A      | 3 h 50 min 53 s | + 26 min 31 s |
| 15   | Timo Salonen        | Seppo Harjanne        | Nissan 240RS        | B      | 3 h 52 min 16 s | + 27 min 54 s |

#### Gap - Monaco
Les concurrents repartent de Gap le mercredi, avant l'aube. Il ne neige plus mais le vent a localement formé des congères, entraînant l'annulation des deux premières épreuves chronométrées. Blomqvist s'impose dans le secteur de Chorges, portant son avance à quarante secondes, mais c'est ensuite Röhrl qui passe à l'attaque, revenant rapidement sur son coéquipier. Dans les Alpes du sud, la route est majoritairement sèche et à Puimichel le pilote allemand prend le commandement de la course. Il remporte encore les trois dernières spéciales et rallie Monaco avec une trentaine de secondes d'avance sur Blomqvist et près de sept minutes sur Mikkola. Derrière, les deux Renault de Thérier et Saby accusent une vingtaine de minutes de retard. Alors qu'il était remonté en sixième position, Alén est une sorti de la route dans l'avant dernière épreuve de la journée ; le pilote finlandais a perdu plus d'un quart d'heure et rétrogradé à la douzième place. Bettega est désormais sixième, devant Darniche qui occupe toujours la tête du groupe A. Cent vingt-et-une voitures ont terminé l'étape.
| Pos. | Pilote              | Copilote              | Voiture                   | Groupe | Temps           | Écart             |
| ---- | ------------------- | --------------------- | ------------------------- | ------ | --------------- | ----------------- |
| 1    | Walter Röhrl        | Christian Geistdörfer | Audi Quattro A2           | B      | 5 h 42 min 17 s |                   |
| 2    | Stig Blomqvist      | Björn Cederberg       | Audi Quattro A2           | B      | 5 h 42 min 46 s | + 29 s            |
| 3    | Hannu Mikkola       | Arne Hertz            | Audi Quattro A2           | B      | 5 h 49 min 13 s | + 6 min 56 s      |
| 4    | Jean-Luc Thérier    | Michel Vial           | Renault 5 Turbo           | B      | 6 h 00 min 17 s | + 18 min 00 s     |
| 5    | Bruno Saby          | Jean-Marc Andrié      | Renault 5 Turbo           | B      | 6 h 03 min 14 s | + 20 min 57 s     |
| 6    | Attilio Bettega     | Maurizio Perissinot   | Lancia Rally 037          | B      | 6 h 06 min 55 s | + 24 min 38 s     |
| 7    | Bernard Darniche    | Alain Mahé            | Audi 80 Quattro           | A      | 6 h 09 min 47 s | + 27 min 30 s     |
| 8    | Massimo Biasion     | Tiziano Siviero       | Lancia Rally 037          | B      | 6 h 14 min 15 s | + 31 min 58 s     |
| 9    | Jean-Claude Andruet | Sergio Cresto         | Lancia Rally 037          | B      | 6 h 15 min 32 s | + 33 min 15 s     |
| 10   | Dany Snobeck        | Denise Emmanuelli     | Renault 5 Turbo           | B      | 6 h 18 min 03 s | + 35 min 46 s     |
| 11   | Kalle Grundel       | Peter Diekmann        | Volkswagen Golf GTI       | A      | 6 h 21 min 15 s | + 38 min 58 s     |
| 12   | Markku Alén         | Ilkka Kivimäki        | Lancia Rally 037          | B      | 6 h 22 min 19 s | + 40 min 02 s     |
| 13   | Salvador Servià     | Jorgi Sabater         | Opel Manta 400            | B      | 6 h 22 min 40 s | + 40 min 23 s     |
| 14   | Timo Salonen        | Seppo Harjanne        | Nissan 240RS              | B      | 6 h 24 min 55 s | + 42 min 38 s     |
| 15   | Achim Warmbold      | Matthias Feltz        | Mazda 323 Turbo           | A      | 6 h 26 min 53 s | + 44 min 36 s     |
| 16   | Christian Dorche    | Gilles Thimonier      | Citroën Visa Chrono       | B      | 6 h 39 min 27 s | + 57 min 10 s     |
| 17   | Alain Cudini        | Gérard Trouche        | Alfa Romeo Alfasud Sprint | A      | 6 h 41 min 55 s | + 59 min 38 s     |
| 18   | Shekhar Mehta       | Yvonne Mehta          | Subaru Leone 1800         | A      | 6 h 43 min 21 s | + 1 h 01 min 04 s |
| 19   | Terry Kaby          | Kevin Gormley         | Nissan 240RS              | B      | 6 h 49 min 12 s | + 1 h 06 min 55 s |
| 20   | François Chatriot   | Jean-Marc Andrié      | Renault 5 Turbo           | B      | 6 h 49 min 19 s | + 1 h 07 min 02 s |

### Parcours final

#### Première boucle

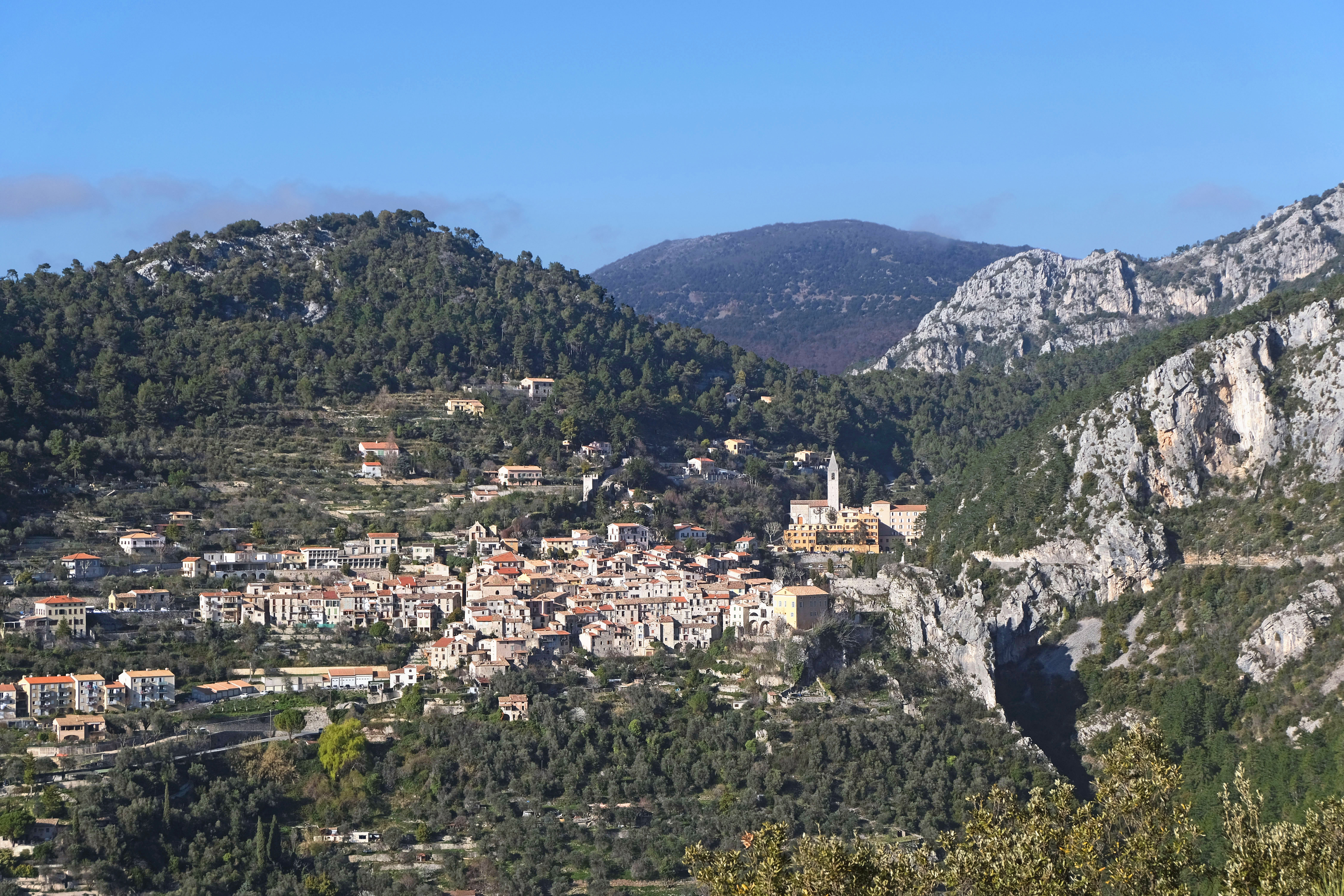
Peille, point de passage du parcours final.

Seuls les cent premiers à l'issue du parcours commun sont autorisés à disputer l'étape finale, dont le départ est donné de Monaco le jeudi soir, pour deux boucles dans l'arrière pays niçois. Il y a moins de neige et de verglas que la veille et les choix de pneus s'avèrent difficiles. La première épreuve spéciale, empruntant le col de la Madone se dispute sur routes humides. Chez Audi, on a par sécurité réduit la pression de suralimentation et c'est la Lancia de Bettega qui effectue le meilleur temps, le pilote italien tentant de rattraper les deux Renault classées devant lui. Röhrl et Blomqvist ont effectué des choix différents, l'Allemand optant pour des pneus neige tandis que le Suédois a pris le pari de monter des pneus «slick» retaillés, qui s'avèrent moins adaptés, faisant passer son retard à quarante-cinq secondes. Montant ensuite des pneus neige cloutés, Röhrl s'impose dans le Turini puis dans les trois secteurs suivants, regagnant Monaco avec une marge d'une minute et demie sur son poursuivant direct. Mikkola s'est contenté d'assurer sa troisième place, et pointe désormais à plus de neuf minutes. Saby a abandonné à la suite d'une sortie de route près du col Saint-Raphaël, permettant à Bettega d'accéder à la cinquième place, cinq minutes derrière Thérier. Toujours largement en tête du groupe A, Darniche est encore sixième, mais Biasion n'est plus qu'à une seconde de lui. Remonté en huitième position, Andruet ne sera pas autorisé à repartir : son copilote Sergio Cresto avait, juste avant la sortie du parc fermé, ouvert le capot pour vérifier le branchement des bougies, manœuvre interdite par le règlement.
| Pos. | Pilote              | Copilote              | Voiture             | Groupe | Temps           | Écart             |
| ---- | ------------------- | --------------------- | ------------------- | ------ | --------------- | ----------------- |
| 1    | Walter Röhrl        | Christian Geistdörfer | Audi Quattro A2     | B      | 7 h 18 min 09 s |                   |
| 2    | Stig Blomqvist      | Björn Cederberg       | Audi Quattro A2     | B      | 7 h 19 min 41 s | + 1 min 32 s      |
| 3    | Hannu Mikkola       | Arne Hertz            | Audi Quattro A2     | B      | 7 h 27 min 29 s | + 9 min 20 s      |
| 4    | Jean-Luc Thérier    | Michel Vial           | Renault 5 Turbo     | B      | 7 h 38 min 59 s | + 20 min 50 s     |
| 5    | Attilio Bettega     | Maurizio Perissinot   | Lancia Rally 037    | B      | 7 h 44 min 29 s | + 26 min 20 s     |
| 6    | Bernard Darniche    | Alain Mahé            | Audi 80 Quattro     | A      | 7 h 52 min 13 s | + 34 min 04 s     |
| 7    | Massimo Biasion     | Tiziano Siviero       | Lancia Rally 037    | B      | 7 h 52 min 14 s | + 34 min 05 s     |
| 8    | Jean-Claude Andruet | Sergio Cresto         | Lancia Rally 037    | B      | 7 h 54 min 33 s | + 36 min 24 s     |
| 9    | Markku Alén         | Ilkka Kivimäki        | Lancia Rally 037    | B      | 7 h 59 min 34 s | + 41 min 25 s     |
| 10   | Salvador Servià     | Jorgi Sabater         | Opel Manta 400      | B      | 8 h 03 min 09 s | + 45 min 00 s     |
| 11   | Kalle Grundel       | Peter Diekmann        | Volkswagen Golf GTI | A      | 8 h 03 min 38 s | + 45 min 29 s     |
| 12   | Timo Salonen        | Seppo Harjanne        | Nissan 240RS        | B      | 8 h 06 min 10 s | + 48 min 01 s     |
| 13   | Achim Warmbold      | Matthias Feltz        | Mazda 323 Turbo     | A      | 8 h 12 min 25 s | + 54 min 16 s     |
| 14   | Christian Dorche    | Gilles Thimonier      | Citroën Visa Chrono | B      | 8 h 26 min 27 s | + 1 h 08 min 18 s |
| 15   | Shekhar Mehta       | Yvonne Mehta          | Subaru Leone 1800   | A      |                 |                   |

#### Deuxième boucle
Les positions sont clairement établies au départ de la dernière boucle, au petit-matin. Blomqvist a prévenu Röhrl qu'il ne chercherait plus à l'inquiéter et les deux hommes vont dès lors adopter les mêmes choix de pneus. La fin de course n'apporte aucun changement parmi les cinq premiers. Comme prévu, Biasion déborde Darniche pour le gain de la sixième place. Röhrl remporte sa quatrième victoire au Monte-Carlo devant Blomqvist et Mikkola. C'est un triopmhe pour Audi, la marque allemande réalisant le triplé et s'imposant également en groupe A avec Darniche, septième, ainsi qu'en groupe N avec Pierre Bos, dix-neuvième sur son Audi 80 de série ! Quatrième devant les Lancia de Bettega et Alén, la Renault 5 de Thérier est la première des voitures à deux roues motrices. Seulement soixante-quinze voitures ont rallié l'arrivée, l'un des derniers pilotes ayant abandonné étant l'Espagnol Salvador Servià, neuvième avant sa sortie de route dans le col de la Madone.

### Classements intermédiaires
Classements intermédiaires des pilotes après chaque épreuve spéciale

### Classement général
| Pos | No | Pilote           | Copilote              | Voiture             | Temps           | Écart         | Groupe |
| --- | -- | ---------------- | --------------------- | ------------------- | --------------- | ------------- | ------ |
| 1   | 1  | Walter Röhrl     | Christian Geistdörfer | Audi Quattro A2     | 8 h 52 min 29 s |               | B      |
| 2   | 7  | Stig Blomqvist   | Björn Cederberg       | Audi Quattro A2     | 8 h 53 min 42 s | + 1 min 13 s  | B      |
| 3   | 4  | Hannu Mikkola    | Arne Hertz            | Audi Quattro A2     | 9 h 05 min 09 s | + 12 min 40 s | B      |
| 4   | 6  | Jean-Luc Thérier | Michel Vial           | Renault 5 Turbo     | 9 h 16 min 53 s | + 24 min 24 s | B      |
| 5   | 8  | Attilio Bettega  | Maurizio Perissinot   | Lancia Rally 037    | 9 h 21 min 41 s | + 29 min 12 s | B      |
| 6   | 9  | Massimo Biasion  | Tiziano Siviero       | Lancia Rally 037    | 9 h 29 min 49 s | + 37 min 20 s | B      |
| 7   | 10 | Bernard Darniche | Alain Mahé            | Audi 80 Quattro     | 9 h 32 min 39 s | + 40 min 10 s | A      |
| 8   | 2  | Markku Alén      | Ilkka Kivimäki        | Lancia Rally 037    | 9 h 36 min 05 s | + 43 min 36 s | B      |
| 9   | 17 | Kalle Grundel    | Peter Diekmann        | Volkswagen Golf GTI | 9 h 44 min 53 s | + 52 min 24 s | A      |
| 10  | 3  | Timo Salonen     | Seppo Harjanne        | Nissan 240RS        | 9 h 44 min 53 s | + 52 min 24 s | B      |

### Équipages de tête
- ES1 à ES7 :  Stig Blomqvist -  Björn Cederberg (Audi Quattro A2)
- ES8 :  Walter Röhrl -  Christian Geistdörfer (Audi Quattro A2)
- ES9 à ES16 :  Stig Blomqvist -  Björn Cederberg (Audi Quattro A2)
- ES17 à ES30 :  Walter Röhrl -  Christian Geistdörfer (Audi Quattro A2)

### Vainqueurs d'épreuves spéciales
- Walter Röhrl -  Christian Geistdörfer (Audi Quattro A2) : 15 spéciales (ES 4, 5, 7, 8, 10, 15 à 20, 22, 24, 25, 29)
- Stig Blomqvist -  Björn Cederberg (Audi Quattro A2) : 9 spéciales (ES 1, 2, 6, 9, 14, 23, 27, 28, 30)
- Attilio Bettega -  Maurizio Perissinot (Lancia Rally 037) : 2 spéciales (ES 21, 26)

## Résultats des principaux engagés
| No | Pilote              | Copilote                | Voiture                   | Groupe | Classement général                                      | Class. groupe |
| -- | ------------------- | ----------------------- | ------------------------- | ------ | ------------------------------------------------------- | ------------- |
| 1  | Walter Röhrl        | Christian Geistdörfer   | Audi Quattro A2           | B      | 1er                                                     | 1er           |
| 2  | Markku Alén         | Ilkka Kivimäki          | Lancia Rally 037          | B      | 8e à 43 min 36 s                                        | 7e            |
| 3  | Timo Salonen        | Seppo Harjanne          | Nissan 240RS              | B      | 10e à 52 min 24 s                                       | 8e            |
| 4  | Hannu Mikkola       | Arne Hertz              | Audi Quattro A2           | B      | 3e à 12 min 40 s                                        | 3e            |
| 5  | Jean-Claude Andruet | Sergio Cresto           | Lancia Rally 037          | B      | ab. après la 25e spéciale (exclu)                       | -             |
| 6  | Jean-Luc Thérier    | Michel Vial             | Renault 5 Turbo           | B      | 4e à 24 min 24 s                                        | 4e            |
| 7  | Stig Blomqvist      | Björn Cederberg         | Audi Quattro A2           | B      | 2e à 1 min 13 s                                         | 2e            |
| 8  | Attilio Bettega     | Maurizio Perissinot     | Lancia Rally 037          | B      | 5e à 29 min 12 s                                        | 5e            |
| 9  | Massimo Biasion     | Tiziano Siviero         | Lancia Rally 037          | B      | 6e à 37 min 20 s                                        | 6e            |
| 10 | Bernard Darniche    | Alain Mahé              | Audi 80 Quattro           | A      | 7e à 40 min 10 s                                        | 1er           |
| 11 | Shekhar Mehta       | Yvonne Mehta            | Subaru Leone 1800         | A      | 14e à 1 h 26 min 07 s                                   | 5e            |
| 12 | Bruno Saby          | Jean-Marc Andrié        | Renault 5 Turbo           | B      | ab. dans la 24e spéciale (sortie de route) - classé 83e | -             |
| 14 | Terry Kaby          | Kevin Gormley           | Nissan 240RS              | B      | 17e à 1 h 34 min 14 s                                   | 12e           |
| 15 | Salvador Servià     | Jorgi Sabater           | Opel Manta 400            | B      | ab. dans la 26e spéciale (sortie de route) - classé 79e | -             |
| 16 | François Chatriot   | Jean-Marc Andrié        | Renault 5 Turbo           | B      | ab. dans la 24e spéciale (sortie de route) - classé 86e | -             |
| 17 | Kalle Grundel       | Peter Diekmann          | Volkswagen Golf GTI       | A      | 9e à 52 min 24 s                                        | 2e            |
| 18 | Achim Warmbold      | Matthias Feltz          | Mazda 323 Turbo           | A      | 11e à 1 h 09 min 07 s                                   | 3e            |
| 20 | Dany Snobeck        | Denise Emmanuelli       | Renault 5 Turbo           | B      | ab. dans la 24e spéciale (sortie de route) - classé 84e | -             |
| 21 | Ingvar Carlsson     | Ragnar Spjuth           | Mazda 323 Turbo           | A      | ab. dans la 18e spéciale (moteur)                       | -             |
| 23 | Yves Loubet         | Bernard Occelli         | Alfa Romeo Alfetta GTV6   | A      | ab. dans la 2e spéciale (sortie de route)               | -             |
| 26 | Alain Cudini        | Gérard Trouche          | Alfa Romeo Alfasud Sprint | A      | 12e à 1 h 17 min 58 s                                   | 4e            |
| 28 | Minna Sillankorva   | Johanna Flinck-Nieminen | Mazda 323 Turbo           | A      | 22e à 1 h 48 min 17 s                                   | 8e            |
| 29 | Bertrand Balas      | Eric Lainé              | Alfa Romeo Alfetta GTV6   | A      | ab. après la 2e spéciale (court-circuit)                | -             |
| 30 | Yoshio Takaoka      | Osamu Morikawa          | Subaru Leone 1800         | A      | 35e à 2 h 19 min 52 s                                   | 12e           |
| 44 | Pierre Bos          | Jean-Claude Leuvrey     | Audi 80 Quattro           | N      | 19e à 1 h 42 min 28 s                                   | 1er           |
| 45 | Pierre-César Baroni | Laurence Barthelet      | Ford Escort RS1600i       | A      | ab. dans la 25e spéciale (différentiel) - classé 82e    | -             |
| 47 | Guy Chasseuil       | Dan Blain               | Audi 80 Quattro           | N      | 24e à 1 h 56 min 07 s                                   | 2e            |
| 49 | Jean-Pierre Rouget  | Françoise Lelièvre      | Talbot Samba Rallye       | B      | 15e à 1 h 29 min 30 s                                   | 10e           |
| 50 | Pierre Pagani       | Philippe Séclier        | Alfa Romeo Alfasud TI     | A      | 21e à 1 h 46 min 46 s                                   | 7e            |
| 53 | Christian Dorche    | Gilles Thimonier        | Citroën Visa Chrono       | B      | 13e à 1 h 23 min 28 s                                   | 9e            |

## Classements des championnats à l'issue de la course

### Constructeurs
- Attribution des points : 10, 9, 8, 7, 6, 5, 4, 3, 2, 1 respectivement aux dix premières marques de chaque épreuve, additionnés de 8, 7, 6, 5, 4, 3, 2, 1 respectivement aux huit premières de chaque groupe (seule la voiture la mieux classée de chaque constructeur marque des points). Les points de groupe ne sont attribués qu'aux concurrents ayant terminé dans les dix premiers au classement général[2].

- Seuls les sept meilleurs résultats (sur dix épreuves) sont retenus pour le décompte final des points.

| Pos. | Marque     | Points | M-C  | POR | SAF | COR | ACR | NZ | ARG | FIN | SAN | RAC |
| ---- | ---------- | ------ | ---- | --- | --- | --- | --- | -- | --- | --- | --- | --- |
| 1    | Audi       | 18     | 10+8 |     |     |     |     |    |     |     |     |     |
| 2    | Renault    | 12     | 7+5  |     |     |     |     |    |     |     |     |     |
| 3    | Lancia     | 10     | 6+4  |     |     |     |     |    |     |     |     |     |
| 4    | Volkswagen | 9      | 2+7  |     |     |     |     |    |     |     |     |     |
| 5    | Nissan     | 2      | 1+1  |     |     |     |     |    |     |     |     |     |

### Pilotes
- Attribution des points : 20, 15, 12, 10, 8, 6, 4, 3, 2, 1 respectivement aux dix premiers de chaque épreuve.
- Seuls les sept meilleurs résultats (sur douze épreuves) sont retenus pour le décompte final des points.

| Pos. | Pilote           | Marque     | Points | M-C | SUE | POR | SAF | COR | ACR | NZ | ARG | FIN | SAN | CIV | RAC |
| ---- | ---------------- | ---------- | ------ | --- | --- | --- | --- | --- | --- | -- | --- | --- | --- | --- | --- |
| 1    | Walter Röhrl     | Audi       | 20     | 20  |     |     |     |     |     |    |     |     |     |     |     |
| 2    | Stig Blomqvist   | Audi       | 15     | 15  |     |     |     |     |     |    |     |     |     |     |     |
| 3    | Hannu Mikkola    | Audi       | 12     | 12  |     |     |     |     |     |    |     |     |     |     |     |
| 4    | Jean-Luc Thérier | Renault    | 10     | 10  |     |     |     |     |     |    |     |     |     |     |     |
| 5    | Attilio Bettega  | Lancia     | 8      | 8   |     |     |     |     |     |    |     |     |     |     |     |
| 6    | Massimo Biasion  | Lancia     | 6      | 6   |     |     |     |     |     |    |     |     |     |     |     |
| 7    | Bernard Darniche | Audi       | 4      | 4   |     |     |     |     |     |    |     |     |     |     |     |
| 8    | Markku Alén      | Lancia     | 3      | 3   |     |     |     |     |     |    |     |     |     |     |     |
| 9    | Kalle Grundel    | Volkswagen | 2      | 2   |     |     |     |     |     |    |     |     |     |     |     |
| 10   | Timo Salonen     | Nissan     | 1      | 1   |     |     |     |     |     |    |     |     |     |     |     |